# Lac qui Parle County
Lac qui Parle County is een county in de Amerikaanse staat Minnesota.
De county heeft een landoppervlakte van 1.981 km² en telt 8.067 inwoners (volkstelling 2000). De hoofdplaats is Madison.

## Bevolkingsontwikkeling

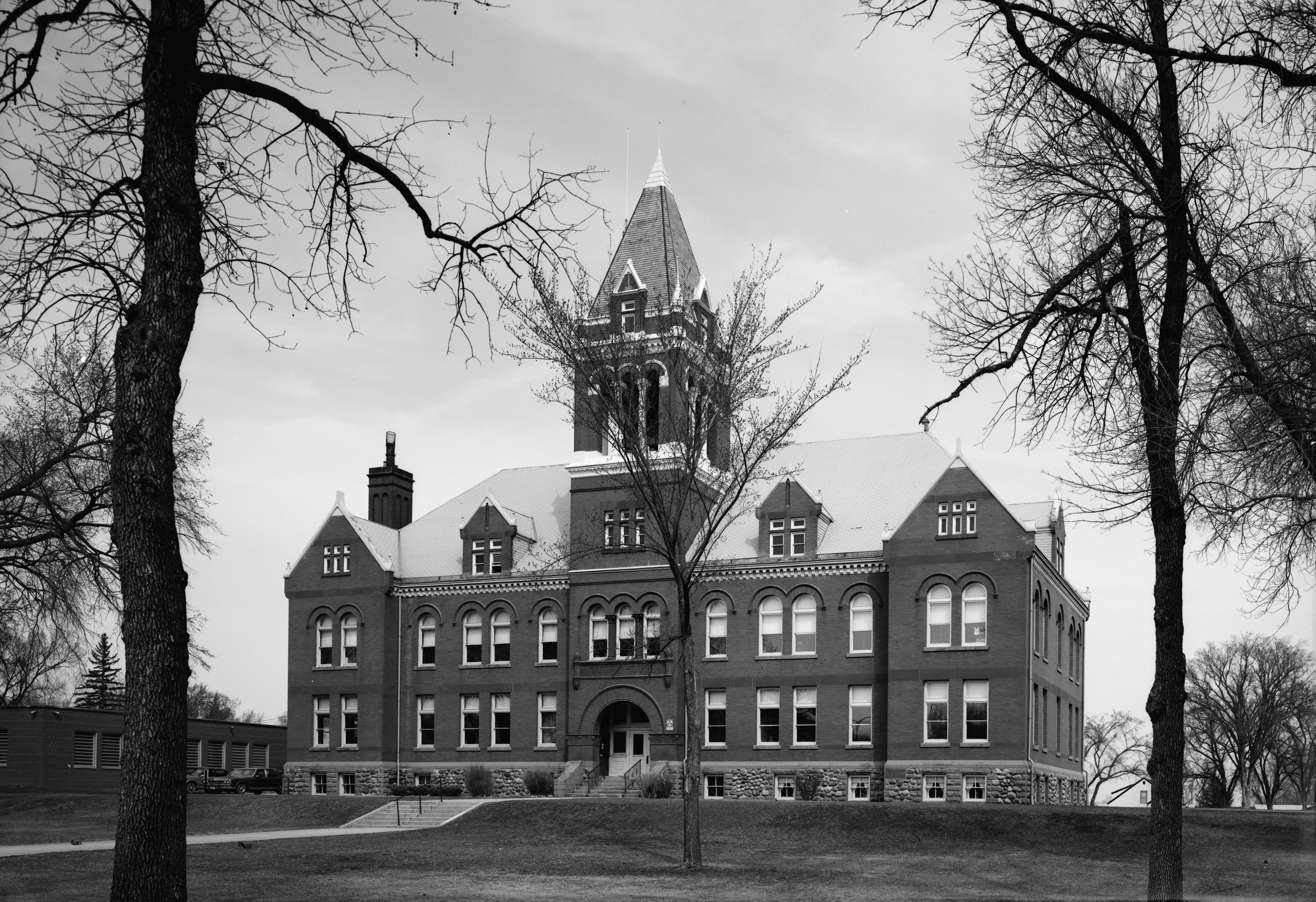
Lac qui Parle County Courthouse